# Brisinga hirsuta
Brisinga hirsuta är en sjöstjärneart som beskrevs av Perrier 1894. Brisinga hirsuta ingår i släktet Brisinga och familjen Brisingidae. Inga underarter finns listade i Catalogue of Life.